# Effectif actuel des Golden Knights de Vegas
| No    | Nom                   | Nat. | Position      | Arrivée                          |                |
| ----- | --------------------- | ---- | ------------- | -------------------------------- | -------------- |
| +033, | Adin Hill             |      | Gardien       | 2022 - Sharks de San José        | +02 175 000, $ |
| +036, | Logan Thompson        |      | Gardien       | 2020 - Agent libre               | +00766 667, $  |
| +090, | Robin Lehner          |      | Gardien       | 2020 - Maple Leafs de Toronto    | +05 000 000, $ |
| +002, | Zach Whitecloud       |      | Défenseur     | 2018 - Agent libre               | +02 750 000, $ |
| +003, | Brayden McNabb        |      | Défenseur     | 2017 - Kings de Los Angeles      | +02 850 000, $ |
| +007, | Alex Pietrangelo – A  |      | Défenseur     | 2020 - Agent libre               | +08 800 000, $ |
| +014, | Nicolas Hague         |      | Défenseur     | 2017 - Repêchage                 | +02 294 150, $ |
| +017, | Ben Hutton            |      | Défenseur     | 2021 - Agent libre               | +00850 000, $  |
| +023, | Alec Martinez         |      | Défenseur     | 2020 - Kings de Los Angeles      | +05 250 000, $ |
| +027, | Shea Theodore         |      | Défenseur     | 2017 - Ducks d'Anaheim           | +05 200 000, $ |
| +008, | Phil Kessel           |      | Ailier droit  | 2022 - Agent libre               | +01 500 000, $ |
| +009, | Jack Eichel           |      | Centre        | 2021 - Sabres de Buffalo         | +10 000 000, $ |
| +010, | Nicolas Roy           |      | Centre        | 2019 - Hurricanes de la Caroline | +03 000 000, $ |
| +015, | Jake Leschyshyn       |      | Centre        | 2017 - Repêchage                 | +00766 667, $  |
| +019, | Reilly Smith – A      |      | Ailier droit  | 2017 - Panthers de la Floride    | +05 000 000, $ |
| +020, | Chandler Stephenson   |      | Centre        | 2019 - Capitals de Washington    | +02 750 000, $ |
| +021, | Brett Howden          |      | Centre        | 2019 - Capitals de Washington    | +01 500 000, $ |
| +022, | Michael Amadio        |      | Centre        | 2021 - Ballotage                 | +00762 500, $  |
| +028, | William Carrier       |      | Ailier gauche | 2017 - Sabres de Buffalo         | +01 400 000, $ |
| +041, | Nolan Patrick         |      | Centre        | 2021 - Flyers de Philadelphie    | +01 200 000, $ |
| +043, | Paul Cotter           |      | Centre        | 2018 - Repêchage                 | +00760 000, $  |
| +055, | Keegan Kolesar        |      | Ailier droit  | 2017 - Blue Jackets de Columbus  | +01 400 000, $ |
| +061, | Mark Stone – C        |      | Ailier droit  | 2019 - Sénateurs d'Ottawa        | +09 500 000, $ |
| +071, | William Karlsson      |      | Centre        | 2017 - Blue Jackets de Columbus  | +05 900 000, $ |
| +081, | Jonathan Marchessault |      | Centre        | 2017 - Panthers de la Floride    | +05 000 000, $ |
| -     | Shea Weber            |      | Défenseur     | 2022 - Canadiens de Montréal     | +07 857 143, $ |